# جیک تپر
جیک تَپِر (به انگلیسی: Jake Tapper) خبرنگار، نویسنده و کارتونیست آمریکاییست. او خبرنگار ارشد واشینگتن سی ان ان و مجری برنامه در طول هفته ده لید ویت جیک تپر و برنامه سیاسی صبح یکشنبه استیت آو ده یونین است.

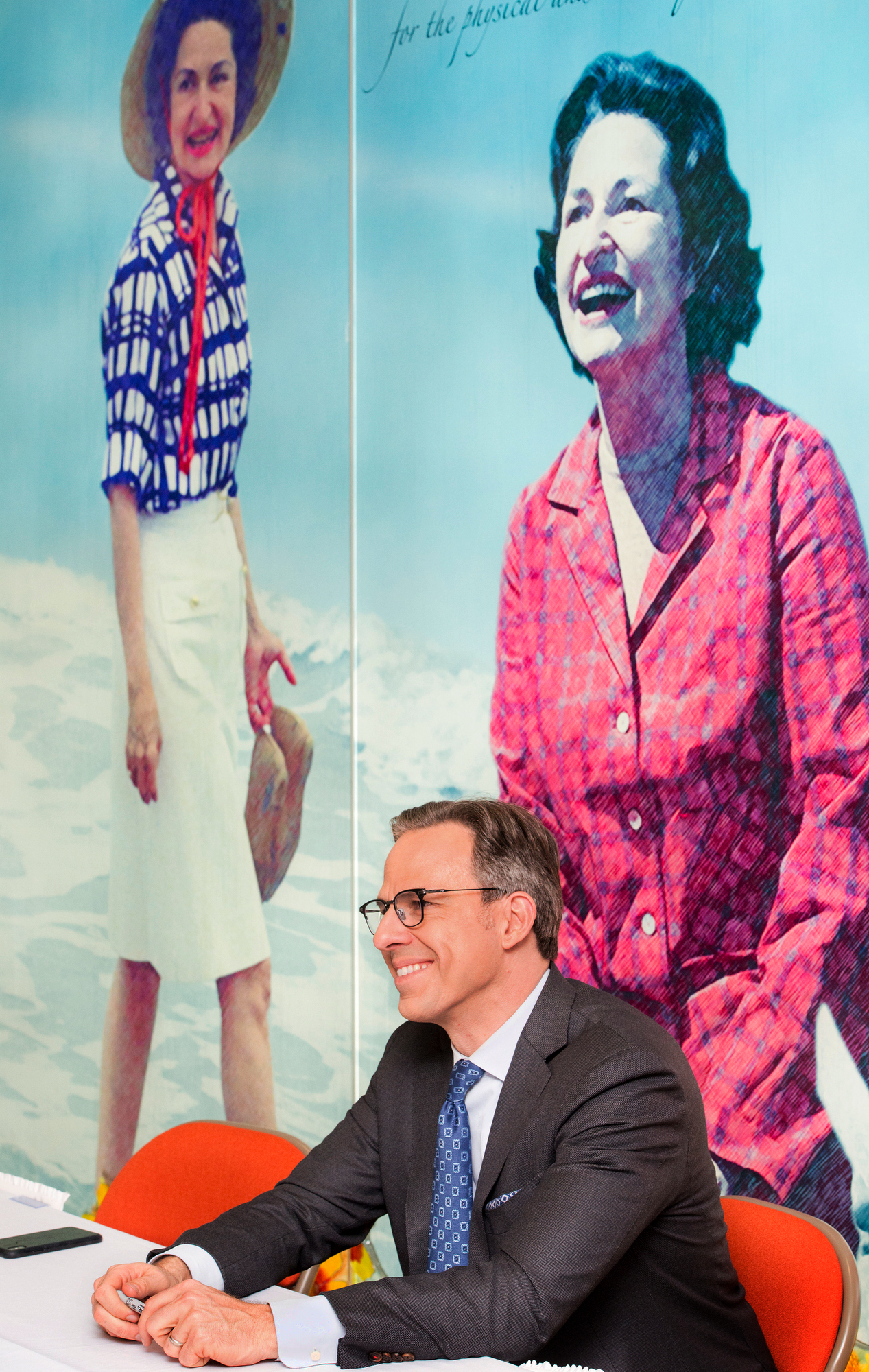